# Ель-Педерносо
Ель-Педерносо (ісп. El Pedernoso) — муніципалітет в Іспанії, у складі автономної спільноти Кастилія-Ла-Манча, у провінції Куенка. Населення — 1304 особи (2010).
Муніципалітет розташований на відстані близько 130 км на південний схід від Мадрида, 85 км на південний захід від Куенки.

## Демографія
Динаміка населення (INE ):